# The Great Profile
The Great Profile é um filme de comédia estadunidense de 1940 dirigido por Walter Lang e estrelado por John Barrymore, Mary Beth Hughes, Gregory Ratoff e John Payne.

## Elenco
- John Barrymore como Evans Garrick
- Mary Beth Hughes como Sylvia Manners
- Gregory Ratoff como Boris Mefoosky
- John Payne como Richard Lansing
- Anne Baxter como Mary Maxwell
- Lionel Atwill como Dr. Bruce
- Edward Brophy como Sylvester